# A Ventosa (Chandreja de Queija)
A Ventosa es un caserío español situado en la parroquia de Celeiros, del municipio de Chandreja de Queija, en la provincia de Orense, Galicia.

## Demografía
| Gráfica de evolución demográfica de A Ventosa entre 2000 y 2022 |
|                                                                 |
| Datos según el nomenclátor publicado por el INE.                |